# Cistanche mongolica
Cistanche mongolica là loài thực vật có hoa thuộc họ Cỏ chổi. Loài này được Beck mô tả khoa học đầu tiên năm 1930.